# Justin Chadwick
Justin Chadwick (nacido el 1 de diciembre de 1968) es un actor de cine y televisión y director inglés.
Chadwick comenzó la actuación a los once años. Se graduó de la Universidad de Leicester y en 1991 hizo su debut en la pantalla en London Kills Me. Otros créditos incluyen The Loss of Sexual Innocence y apariciones en los dramas Heartbeat, Dangerfield, Daziel y Pascoe, y otros.
El debut direccional de Chadwick fue en 1993, en Family Style, protagonizada por Ewan McGregor. Dirigió episodios de EastEnders, Byker Grove, The Bill, Spooks, y Red Cop antes de dirigir nueve de los quince episodios de la miniserie Bleak House.
Chadwick estuvo nominado por Primetime Emmy a la mejor dirección - Miniserie, telefilme o especial dramático, el premio Royal Television Society Award por mejor actuación detrás de escenas, y el BAFTA al mejor director por Bleak House, que fue el ganador de Mejor Drama Serial en British Academy Television Awards en 2006.
El proyecto más reciente de Chadwick es The Other Boleyn Girl, mostrado en el Festival Internacional de Cine de Berlín. Comenzó una producción de las adaptaciones de Birdsong y Jamaica Inn en 2008. Completó la película 'The First Grader (El escolar) protagonizada por Naomie Harris.